# ۱۳۹ (عدد)
۱۳۹(صد و سی و نه) یک عدد طبیعی است که بعد از ۱۳۸ و قبل از ۱۴۰ قرار دارد.
۱۳۹ یک عدد اول است.
این عدد حاصل جمع پنج عدد اول متوالی است (۱۹ + ۲۳ + ۲۹ + ۳۱ + ۳۷).